# عادل مصطفى
عادل مصطفى، طبيب نفسي ومترجم مصري معاصرمن مواليد القاهرة في 8 نوفمبر 1951م، حائز على جائزة أندريه لالاند في الفلسفة، وجائزة الدولة التشجيعية في العلوم الاجتماعية (الفلسفة المعاصرة) عام 2005. تخرج في كلية الطب، جامعة القاهرة، وحصل على بكالوريوس الطب والجراحة في يونيو 1975. تخرج في كلية الآداب، جامعة القاهرة، قسم الفلسفة، وحصل على درجة الليسانس بتقدير ممتاز مع مرتبة الشرف، وكان الأول على دفعته طوال سنوات الدراسة. كما حصل على ماجستير الأمراض العصبية والنفسية من كلية الطب، جامعة القاهرة في عام 1986. شارك مصطفى في ثمانينات القرن الماضي في تحرير مجلة (الإنسان والتطور) التي كانت تصدرها دار المقطم للصحة النفسية. حائز على جائزة أندريه لالاند في الفلسفة، وجائزة الدولة التشجيعية في الفلسفة عام 2005. وقدم للمكتبة العربية ثلاثين كتابا في الفلسفة والأدب وعلم النفس والطب النفسي. تتلمذ على يد أساتذة فلسفة كبار مثل: د.حسن حنفي - د.زكي نجيب محمود- د. توفيق الطويل - د. عاطف العراقي - د. عبد الغفار مكاوي - د. أميرة حلمي مطر - د. محمد مهران - د. أبو الوفا التفتازاني.

## أعماله
نشرت مؤسسة هنداوي للتعليم والثقافة العديد من أعماله بصورة إلكترونية مجانية.

### كتب وأبحاث علمية
- صوت الأعماق: قراءات ودراسات في الفلسفة والنفس، دار النهضة العربية، 2004.
- العولمة من زاوية سيكولوجية، دار النهضة العربية للطباعة والنشر والتوزيع، 2006.
- فهم الفهم: مدخل إلى الهرمنيوطيقا: نظرية التأويل من أفلاطون إلى جادامر، رؤية للنشر والتوزيع، 2008.
- كارل بوبر: مائة عام من التنوير، دار النهضة العربية والنشر والتوزيع، 2002.
- المغالطات المنطقية: فصول في المنطق غير الصوري، المجلس الأعلى للثقافة، 2007.
- فقه الديمقراطية، رؤية للنشر والتوزيع، 2013.
- دلالة الشكل: دراسة في الإستطيقا الشكلية وقراءة في كتاب الفن، رؤية للنشر والوزيع، 2014.
- أوهام العقل: قراءة في «الأورجانون الجديد» لفرانسيس بيكون، رؤية للنشر والتوزيع، 2016.
- مغالطات لغوية: الطريق الثالث إلى فصحى جديدة، رؤية للنشر والتوزيع، 2016.
- وهم الثوابت "قراءات ودراسات في الفلسفة والنفس"، رؤية للنشر والتوزيع، 2017.
- الحنين إلى الخرافة "فصول في العلم الزائف"، رؤية للنشر والتوزيع، 2018.
- جهاز المناعة الأيديولوجية: وفصول أخرى، رؤية للنشر والتوزيع، 2021.[3]

### الترجمات
- الفن، كلايف بل، رؤية للنشر والتوزيع، 2001.
- علم النفس الثقافي ماضيه ومستقبله، ترجمة عادل مصطفى وكمال شاهين، دار النهضة العربية للطباعة والنشر، 2002
- العلاج المعرفي والاضطرابات الانفعالية، أرون بيك، رؤية للنشر والتوزيع، 2003
- حكايات إيسوب، قصص للصغار والكبار، دار النهضة العربية للطباعة والنشر والتوزيع، 2008.
- عزاء الفلسفة - بوئشيوس، رؤية للنشر والتوزيع، 2008.
- مدخل إلى الفلسفة، وليام جيمس، رؤية للنشر والتوزيع، 2011.
- النفس ودماغها، كارل بوبر، رؤية للنشر والتوزيع، 2012.
- الأورجانون الجديد، فرنسيس بيكون، رؤية للنشر والتوزيع، 2013.
- مدخل إلى العلاج النفسي الوجودي، رولو ماي، رؤية للنشر والتوزيع، 2015.
- النظرية النقدية، ستيفين برونر، هنداوي للطباعة والتوزيع، 2016.
- فلسفة العقل، جون هيل، رؤية للنشر والتوزيع، 2017.
- التأملات، ماركوس أوريليوس، رؤية للنشر والتوزيع، 2019.
- المختصر، ابكتيتوس، رؤية للنشر والتوزيع، 2019.
- الفلسفة طريقة حياة: التدريبات الروحية من سقراط إلى فوكو، بيير هادو، 2020.
- الاستشارة الفلسفية النظرية والتطبيق. تأليف: بيتر. ب. رابه، 2021.[4]

### المؤلفات الأدبية
- نغم الأفكار، دار الفارابي، 1997
- ديوان النثر، دار الفارابي، 1997
- جئت من عيونها، دار الفارابي، 1997

## روابط خارجية
- عادل مصطفى على موقع أرشيف الشارخ.

كتب عادل مصطفى على موقع مؤسسة هنداوي